# François Bel-Ker
François Bel-Ker, né en 1981 à Saint-Éloy-les-Mines en Auvergne, est un militant politique français royaliste. Il est secrétaire général de l'Action française entre 2013 et 2022.
Sous l'impulsion de François Bel-Ker, l'Action française se développe et entame une nouvelle ère en renouant avec l’activisme amorcé lors des mobilisations de La Manif pour tous de 2012 et 2013 et en essayant de sortir de son isolement.

## Situation personnelle
François Bel-Ker grandit en Auvergne, à Saint-Éloy-les-Mines, dans une famille de gauche avec un père (électrotechnicien) marxiste et une mère (enseignante) gaulliste. Ses grands parents ont été résistants. Il effectue des études dans le génie civil. D'un coté de sa famille, sa grand-mère italienne obtient la nationalité française pour acte de résistance (FFI). De l'autre côté, son arrière-grand père touareg du nom de Bel-Ker Ben Touhami, tirailleur sénégalais ayant été blessé à Verdun, se marie avec son infirmière, se convertit et prend le prénom chrétien de Michel,,,.
À titre professionnel, il exerce comme directeur dans un centre d'hébergement d'urgence en région parisienne. Au cours de l'hiver 2006-2007, il a aidé Augustin Legrand, de l’association Les Enfants de Don Quichotte, quand il avait occupé le canal Saint Martin avec ses tentes Quechua,,.
François Bel-Ker joue au rugby depuis son adolescence au poste de troisième ligne, il joue depuis 2015 dans le club de Vincennes.

## Militantisme politique

Logo de l'Action française.

### Débuts
Il adhère au courant monarchiste au contact de l'Action française (AF), où il devient activiste en 1997. Marqué par les débats familiaux et la lecture de Proudhon, il écrit à toutes les formations politiques pour leur demander leurs ouvrages de référence, il reçoit une poignée de réponses dont celle de Pierre Pujo, chef du mouvement royaliste. Il le rencontre et assiste a plusieurs cercles de formation hebdomadaires avant de s'engager dans le mouvement royaliste.

### Cercle Proudhon d'Auvergne et revueAlternative
François Bel-Ker fonde le « cercle Proudhon d'Auvergne » au sein de l'AF en 2002. Celui-ci se veut le continuateur du cercle Proudhon créé par Charles Maurras et qui avait pour ambition de rassembler des socialistes français (dans la lignée de Proudhon, Blanqui, Péguy, Sorel…) et des syndicalistes autour de l'instauration de salut public d'une monarchie fédérative et sociale. Toujours en 2002, François Bel-Ker fonde la revue royaliste et nationaliste « Alternative » ; édité par le cercle Proudhon, le journal se veut « radicalement auvergnat et français ». La revue existe jusqu'en 2006.

### Fondation du Printemps français

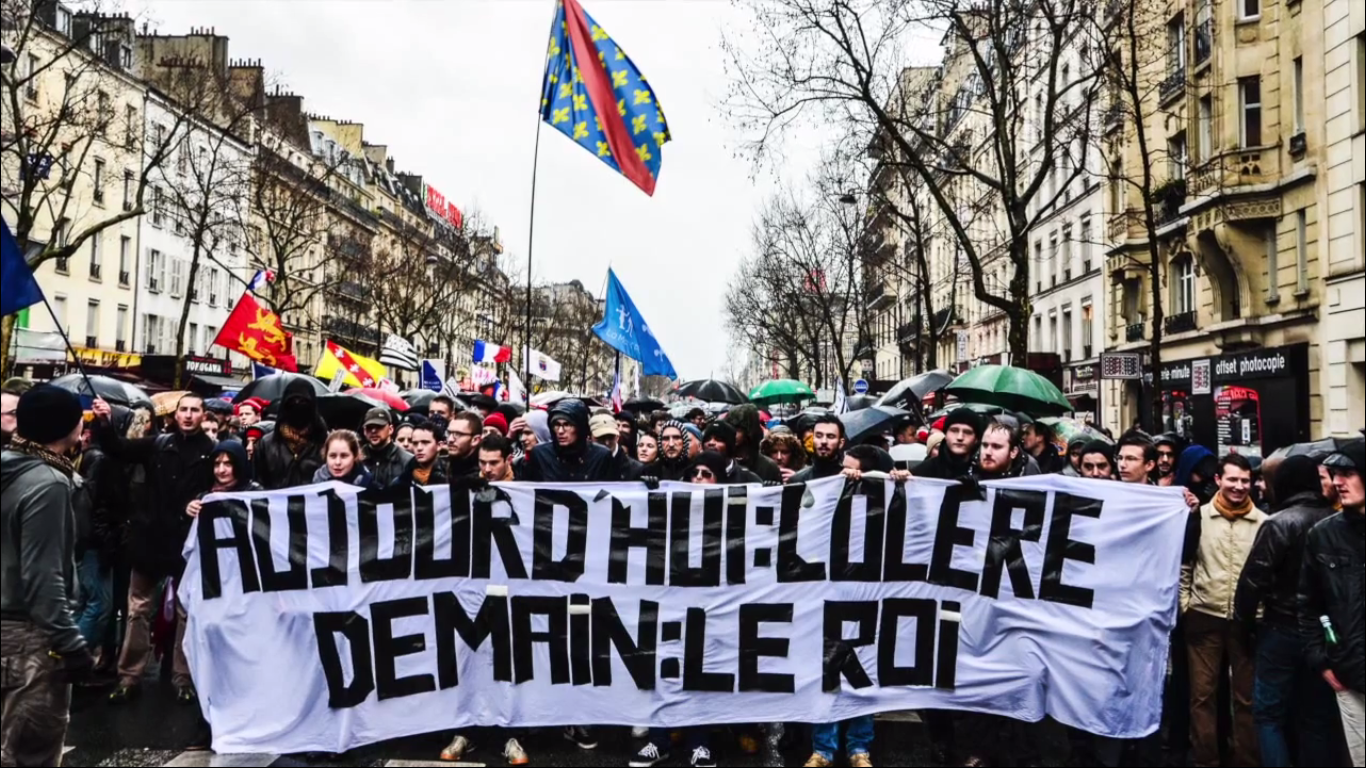
Le Printemps royal défile au Jour de colère le 26 janvier 2014.

En 2013, dans la continuité de la mobilisation de son mouvement au sein de la manif pour tous, François Bel-Ker lance une nouvelle formation non directement étiquetée Action Française appelée Printemps français. Cette initiative a un objectif « Métapolitique »,. L'Action française entretient des relations de grande proximité avec le Printemps français. En 2013, dans le cadre de La Manif pour tous, le secrétaire général du mouvement d'alors, Olivier Perceval produit une tribune proclamant la création du Printemps français à la suite de laquelle le mouvement apparaît effectivement. L'Action française revendique la formation de cadres de Printemps français, ce qui se vérifie sur le terrain ou les dirigeants régionaux de l'AF y sont souvent impliqués.
François Bel-Ker, qui est alors le secrétaire général de l'Action française, revenant sur cet épisode en 2023, il écrit : « Le Printemps Français a été novateur. Il a permis, au-delà des chapelles politiques, de rassembler au sein d’une nébuleuse des milliers de français, en proie à la colère avec une volonté clairement déterminée de restaurer le politique et d’inquiéter le pouvoir en place. […] Nos références sont diverses, les canuts, les vendéens ou les chouans pour certains, les mouvements pacifistes pour d’autres ou encore les blacks-blocks. […] Depuis les Bonnets rouges et, surtout, les Gilets jaunes ont repris l’étendard de la révolte avec une convergence des luttes assez rares pour être soulignées. »
À la fin des mouvements de La Manif pour tous, le Printemps français sert de succursale de recrutement pour l'AFE en prenant le nom de Printemps royal. Le Printemps royal tient en 2014 un cortège à la manifestation Jour de colère du 26 janvier.

### Secrétaire général de l'Action française
François Bel-Ker devient secrétaire général de l'Action française en 2013, succédant à Olivier Perceval. En 2017, il est président du Centre royaliste d'Action française (CRAF) aux côtés de Pierre Marchand, Stéphane Blanchonnet et d'un bureau politique. Il ne voit pas l'AF comme un parti politique, mais comme une école de formation politique et comme un laboratoire d'idées,,,. Il propose en effet à ses membres des conférences, du tractage mais aussi la pratique de sports de combat. Il cherche, avec l'AF, à « répondre à l'ensemble des enjeux qui touchent à l'intérêt national, comme la souveraineté, l'écologie ou la mondialisation ». Pour lui, revendiquer la monarchie n'est pas un anachronisme, mais plutôt un objectif « à long terme ».
En 2014, il organise le « Carrefour royal » dont plusieurs intervenants sont des candidats du Front national, tels qu'Aymeric Chauprade, Paul-Marie Coûteaux (Rassemblement Bleu Marine) Jean-Claude Martinez (ancien vice-président du FN). François Bel-Ker se défend cependant d'une proximité avec le FN : « On travaille beaucoup depuis 2002 avec les milieux souverainistes au-delà de la droite ou de la gauche. L’Action Française est transclivage ! C’est dans son essence même monarchique. »,.
En 2017, lors d'une conférence de presse, il est interrogé par plusieurs médias sur la radicalisation de Logan Nisin, ancien militant, soupçonné d’avoir préparé un attentat contre plusieurs responsables politiques,.
En novembre 2018, François Bel-Ker est l'acteur principal de la réunification du mouvement avec la Restauration nationale, une dissidence formée le 14 novembre 1997 par Hilaire de Crémiers.
En 2019, François Bel-Ker co-fonde la revue d'Action française Le Bien commun, dont il est le directeur de publication,. La même année, en tant que secrétaire général de l'AF, il est choisi par une commission d'enquête de l'Assemblée nationale pour représenter l'« extrême droite en France »,.
Après avoir inscrit dans les statuts de l'organisation l'impossibilité de rester secrétaire général au-delà du troisième mandat, il achève le sien en 2022.

### Editions de Flore
En 2018, il fonde et dirige la Librairie de Flore ainsi que les Éditions de Flore au sein desquelles il dirige la collection « Idées politiques ». C'est dans l'héritage de la tradition maurrassienne "qui est aussi celle de la critique constructive, de l’ouverture et de la libre discussion, qu’ont été fondées les Éditions de Flore." L'objectif  des éditions "est aussi simple qu’ambitieux. Elles se proposent, d’une part, de rééditer de façon scientifiquement satisfaisante les textes classiques de la doctrine « néo-royaliste » ; d’autre part, d’en montrer la fécondité en poursuivant la réflexion, (...), à travers la publication d’essais, d’études savantes, mais aussi de pamphlets, de nouvelles, de romans, et pourquoi pas, de livres de cuisine."
Il publie notamment le professeur d'université Frédéric Rouvillois,, le journaliste catholique Gérard Leclerc, le philosophe, spécialiste de Maurras, Axel Tisserand,, l'essayiste Rémi Soulié. Les ouvrages sont préfacés par des journalistes, politiques ou écrivains tels que l'ancien député souverainiste Paul-Marie Coûteaux, le journaliste et essayiste Jacques de Guillebon, l'écrivain bernanosien Sébastien Lapaque, l'ancien ambassadeur de France en Algérie Georges-Henri Soutou, membre de l'Institut de France, l'ancien ambassadeur de France à Kigali, Dominique Decherf,, l'écrivain et romancier Stéphane Giocanti, le philosophe Rémi Brague, membre de Académie des sciences morales et politiques.

### Positionnement
François Bel-ker est décrit par L'Incorrect comme un orthodoxe sans rigidité, qui sait renforcer Charles Maurras par Simone Weil, Hannah Arendt et Gustave Thibon. Néanmoins, la presse le classe généralement du côté de l'extrême-droite ou de l'ultra-droite.
François Bel-Ker milite dès 1997 contre l'étatisme français au-delà du clivage droite-gauche. Il se revendique « monarchiste car nationaliste ». Il refuse l’étiquette d'extrême droite, de racisme et d'antisémitisme pour son mouvement. Il explique que « l’Action française défend l’intérêt national, et, à [s]es yeux, tout ce que ne concerne pas l’intérêt national n’a pas d’intérêt ». Aussi, il précise que « tous les débats que nous abordons (écologie, souveraineté, nation) sont transversaux aux partis politiques ».
En 2013, au cours de la Manif pour tous et du Printemps français, il déclare : « Face à la violence de l’État, nous sommes prêts à agir par tous les moyens, même légaux ».
François Bel-Ker voit Charles Maurras comme « d'abord le serviteur d'une idée », et cette idée est à ses yeux « Le bien Commun » et « l’intérêt national ».
« La primauté du bien commun sur les intérêts individuels, la raison, le temps long, la souveraineté comme condition première de l'action politique, la fondamentalité de la question institutionnelle; voilà le paysage intellectuel de Bel-Ker »,.